# Soyouz TMA-2
La mission spatiale Soyouz TMA-2 s'est déroulée entre avril et octobre 2003.

## Objectifs
Il s'agit du 6e vol de Soyouz vers l'ISS.

### Décollage
- Commandant : Youri Malenchenko (3) - FKA -  Russie
- Ingénieur de vol 1 : Edward Tsang Lu (3) - NASA -  États-Unis

### Réserve
- Commandant : Alexandr Kaleri (3) - FKA -  Russie
- Ingénieur de vol : Michael Foale (5) - NASA -  États-Unis

### Atterrissage
- Youri Malenchenko (3) - FKA -  Russie
- Pedro Duque (2) - ESA -  Espagne
- Edward Tsang Lu (3) - NASA -  États-Unis

Le chiffre entre parenthèses indique le nombre de vols spatiaux effectués par l'astronaute, TMA-1 inclus.